# Bossier-Shreveport Mudbugs
Die Bossier-Shreveport Mudbugs waren ein professionelles Eishockeyteam, das aus dem Stadtgebiet von Bossier City-Shreveport in Louisiana kam. Die Mannschaft gehörte der Central Hockey League an und trug ihre Heimspiele im CenturyTel Center aus.

## Geschichte
Von 1997 bis 2001 spielte das Team der Mudbugs noch in der Western Professional Hockey League, in der sie von 1998 bis 2001 drei Mal in Folge den Taylor Cup gewann, ab 2001 war es Mitglied der Central Hockey League. Von 1997 bis 2000 trug die Mannschaft zunächst den Namen Shreveport Mudbugs, aber seit 2000 war sie als Bossier-Shreveport Mudbugs bekannt.
Die Mudbugs waren eines der wenigen erfolgreichen Teams der Region und konnten gerade in jüngster Vergangenheit Erfolge feiern. In den CHL-Playoffs der Spielzeit 2005/06 erreichte die Mannschaft das Finale um den Ray Miron President’s Cup, in dem sie an den Laredo Bucks scheiterten. Zuvor hatten sie sowohl den Divisionstitel, als auch den Conference-Titel errungen.
Trainiert wurde das Team ab 2000 vom ehemaligen Mudbugs-Spieler Scott Muscutt. Durch den Erfolg des Teams konnten die Besucherzahlen in den letzten Jahren stets gesteigert werden und lagen in den Play-offs 2006 bei durchschnittlich 5.006 Zuschauern. Die Mudbugs trugen 2007 das All-Star-Spiel der CHL aus. Bis 2008 unterhielt das Franchise einen Kooperationsvertrag mit den Rochester Americans (American Hockey League) und den Buffalo Sabres aus der National Hockey League. In der Saison 2010/11 gewann das Team den Ray Miron President’s Cup, nachdem die Colorado Eagles in der Finalserie in sieben Begegnungen besiegt wurden. Im Juni 2011 stellten die Mudbugs jedoch nach 14 Jahren den Spielbetrieb ein.
Die Rivalen der Mudbugs innerhalb der Liga waren die Laredo Bucks, Memphis RiverKings und die Colorado Eagles.

## Team-Rekorde

### Karriererekorde (CHL)
Spiele: 413  Chris Brassard
Tore: 155  Chris Brassard
Assists: 247  Chris Brassard
Punkte: 402  Chris Brassard
Strafminuten: 1643  Dan Wildfong